# Ginter Pierończyk
Ginter Pierończyk (ur. 19 lipca 1944 w Chorzowie) – polski inżynier górnictwa, pisarz, autor książek opisujących historię rodzinnego katowickiego Załęża i jego mieszkańców.

## Życiorys
Urodził się 19 lipca 1944 roku w Chorzowie. Po ukończeniu studiów na Wydziale Górniczym Politechniki Śląskiej w 1968 roku rozpoczął pracę w Kopalni Węgla Kamiennego „Kleofas”. W 1999 roku przeszedł na emeryturę.
Będąc na emeryturze rozpoczął działalność pisarską. W 2013 zgłosił się do Biblioteki Śląskiej na kurs dla początkujących pisarzy prowadzony w ramach Klubu Twórczego Pisania Marty Fox. Tam też zadebiutował krótkim opowiadaniem Wypasiona beemwica, która otrzymała wyróżnienie i została opublikowana w almanachu Jeszcze nie płonie metafora. Słowa prowadzącej kurs zainspirowały go do napisania w latach 2014–2017 Trylogii załęskiej, na które składają się: Asty kasztana, Synek z familoka i Kleofas w życiorys wpisany.
Wraz z Aleksandrem Lubiną w 2016 roku zainicjował powstanie Klubu Twórców Górnośląskiej „Karasol”, który miał na celu promowanie publikacji o Górnym Śląsku pisane po śląsku przez ludzi związanych z tym regionem. Kolejne dwie książki zostały opublikowane nakładem wydawnictwa Silesia Progress, tj. Meandry załęskiego sportu (2017) i Plecionka (2019). Wydawaniu książek towarzyszyły prowadzone przez niego prelekcje oraz spotkania autorskie. 
Na podstawie jego książek i wspomnień 6 grudnia 2019 roku w Szkole Podstawowej nr 22 im. Juliusza Słowackiego w Katowicach odbyła się premiera słuchowiska Synek z familoka. 

## Twórczość
Ginter Pierończyk w swoich dziełach opisuje losy niektórych załęskich rodzin, m.in. Sobczyków i Pierończyków oraz ich sąsiadów i znajomych, a szukając przekazów i informacji o rodzinie zaczął nie tylko odtwarzać życie swoich przodków, a także całego Załęża. Do poszukiwania swoich korzeni natknęło go zdanie we wstępie do publikacji Michała Smolorza pn. Śląsk wymyślony o treści: Być może wspólnymi siłami uda się poważną część Śląska – tego „niewymyślonego” – z sejfów wydobyć, odhibernować i przywrócić do życia.
Publikacje autora:
- Ginter Pierończyk, Asty kasztana czyli Opowieści o Śląsku niewymyślonym, Lędziny: Instytut Ślůnskij Godki – Mega Press II, 2014, ISBN 978-83-927865-2-8 (pol.). Brak numerów stron w książce
- Ginter Pierończyk, Kleofas w życiorys wpisany, Zabrze: Narodowa Oficyna Śląska, 2016, ISBN 978-83-65300-07-2 (pol.). Brak numerów stron w książce
- Ginter Pierończyk, Synek z familoka, Zabrze: Narodowa Oficyna Śląska, 2016, ISBN 978-83-60540-49-7 (pol.). Brak numerów stron w książce
- Ginter Pierończyk, Meandry załęskiego sportu, Kotórz Mały: Silesia Progress, 2017, ISBN 978-83-65558-14-5 (pol.). Brak numerów stron w książce
- Ginter Pierończyk, Plecionka, Kotórz Mały: Silesia Progress, 2019, ISBN 978-83-65558-24-4 (pol.). Brak numerów stron w książce

## Nagrody i wyróżnienia
- Tytuł „Kronikarza swoich czasów” za wskrzeszenie historii rodzinnego domu przedstawionej w Astach kasztana, przyznany w ramach audycji Radia Katowice Czy to prawda, że… (2015)[3],
- Tytuł „Przyjaciel Załęża” nadany przez Radę Jednostki Pomocniczej nr 7 Załęże (2018)[11],
- Pierwsze miejsce w konkursie „Meine Heimat – Moja Ojczyzna” organizowanym przez Dom Współpracy Polsko-Niemieckiej (2022)[12].

## Życie prywatne
Od pokoleń z pochodzenia jest Ślązakiem. Wychował się w Załężu – jego dziadkowie na przełomie XIX i XX wieku wprowadzili się do familoków przy późniejszej ulicy Pokoju w Katowicach, wraz z pierwszymi osobami przeprowadzającymi się do nowej kolonii robotniczej kopalni „Kleofas”. Jego rodzicami byli pracownik kopalni Jerzy i Elfryda z domu Bull, oboje wyznania katolickiego. Jest żonaty i mieszka w południowej części Katowic.
Mówi także po śląsku.